# Błotnik (województwo pomorskie)
Błotnik (niem. Schmerblock) – wieś w Polsce położona w województwie pomorskim, w powiecie gdańskim, w gminie Cedry Wielkie na obszarze Żuław Gdańskich przy drodze krajowej nr 7 (E77).
Wieś należąca do Żuław Steblewskich terytorium miasta Gdańska położona była w drugiej połowie XVI wieku w województwie pomorskim. W latach 1975–1998 miejscowość administracyjnie należała do województwa gdańskiego.
W latach 1905–1974 we wsi mieścił się przystanek kolejowy na  wąskotorowej linii z Gdańska do Stegny.
4 czerwca 2012 na Martwej Wiśle otwarto przystań żeglarską dla 120 jachtów, zbudowaną kosztem 7,3 mln (przy dofinansowaniu z funduszy UE w wysokości 60%).
W marcu 2015 we wsi ustawiono dwa obeliski upamiętniające budowę Przekopu Wisły 120 lat wcześniej. Pierwszy, ustawiony przy przystani (na dawnym głównym korycie Wisły), posiada napis wyrażający wdzięczność za zabezpieczenie Żuław przed powodzią oraz wyrytą mapę przedstawiającą ujście Wisły do Zatoki Gdańskiej przed wykonaniem przekopu i obecnie; drugi, znajdujący się na wale przeciwpowodziowym Wisły, informuje o lokalizacji początku przekopu. Obydwa zostały odsłonięte 31 marca 2015.
Z Błotnikiem związana jest postać Magdaleny Figur, słynnej traktorzystki.
We wsi trzy zagrody typu holenderskiego z XIX w., na północny-wschód od wsi strażnica wałowa z końca XIX w.